# Broken Top
Broken Top (englisch zerbrochener Gipfel) ist ein Schichtvulkan im Bundesstaat Oregon, USA. Er liegt 5 km südöstlich der South Sister und circa 32 km westlich der Stadt Bend im Deschutes County.

## Geologie
Im Pleistozän entstand ursprünglich ein breiter Schild basaltischen Andesits. Periodisch traten zunehmend Ausbrüche siliziumdioxidreicheren Magmas auf, darunter Andesit, Dazit und Rhyodazit. Letzteres ist ein sowohl dem Dazit als auch dem Rhyolith ähnliches Vulkangestein. An den Hängen des Vulkans finden sich Dykes und Ablagerungen pyroklastischer Ströme. Eiszeitliche Gletscher haben starke Erosionen am Berg verursacht, sodass der Krater bereits von außerhalb des Gipfelbereiches einsehbar ist.